# Aleksandr Harutiunian
Aleksandr Harutiunian (Arutiunian) (ur. 23 września 1920 w Erywaniu, zm. 28 marca 2012 tamże) – ormiański kompozytor.

## Życiorys
Ukończył klasę fortepianu i kompozycji w konserwatorium w 1941. Następnie był związany z Armeńskim Domem Kultury w Moskwie, a po powrocie do Erywania w 1954 został kierownikiem artystycznym Armeńskiego Towarzystwa Filharmonicznego, pełniąc tę funkcję do 1990. W 1977 został profesorem konserwatorium. Komponował kantaty, pieśni oraz utwory instrumentalne zawierające elementy folkloru ormiańskiego. W 1970 został uhonorowany tytułem Ludowego Artysty ZSRR. W 1987 otrzymał honorowe obywatelstwo Erywania. Był także laureatem Nagrody Stalinowskiej (1949).

## Dzieła
- Dzieła orkiestrowe
  - Uwertura koncertowa (1944)
  - Suita tańców (1952)
  - Symfonia c-moll (1957, rev. 1980)
  - Sinfonietta na orkiestrę smyczkową (1966)
- Koncerty
  - Fortepianowy (1941)
  - Concertino na fortepian i orkiestrę (1951)
  - Skrzypcowy „Armenia-88“ na skrzypce i orkiestrę smyczkową (1988)
  - Concertino na wiolonczelę i małą orkiestrę (1976)
  - Fletowy (1980)
  - Obojowy (1977)
  - Trąbkowy As-dur (1950)
  - Temat z wariacjami na trąbkę i orkiestrę (1973)
  - Waltorniowy (1962)
  - Puzonowy (1991)
  - Na tubę (1992)
  - Koncert na sopran i orkiestrę (1950)
- Muzyka wokalna
  - Kantata „Z mojej ojczyzny“ (1948)
  - „Sajat-Nowa“, Opera (1967)
  - „Oda do Lenina“ na chór i orkiestrę (1967)
  - Pieśni
  - Muzyka chóralna
- Muzyka kameralna
  - Kwartet smyczkowy (1947)
  - „Concert Scherzo“ na trąbkę i fortepian (1955)
  - Sonata altówkowa „Retro“ (1983)
  - „Sceny armeńskie“ na kwintet dęty blaszany (1984)
  - Sonata-Poemat na skrzypce i fortepian (1985)
  - „Aria et Scherzo“ na trąbkę i fortepian (1987)
  - Suita na obój, róg i fortepian (1998)
- Muzyka fortepianowa
  - „Polyphone Sonate“ (1946)
  - Sonatina (1967)
  - Inne drobne utwory.